# Zalesie (powiat kłodzki)
Zalesie (niem. Spätenwalde) – wieś w Polsce położona w województwie dolnośląskim, w powiecie kłodzkim, w gminie Bystrzyca Kłodzka.
Zalesie to niewielka wieś łańcuchowa leżąca w Górach Bystrzyckich, w dolinie potoku Drwina, na wysokości około 490–730 m n.p.m.

## Historia
Pierwszy wzmianka o Zalesiu pochodzi w 1411 roku. W czasie wojen husyckich miejscowość opustoszała i w roku 1510 była ponownie lokowana w dobrach królewskich. W drugiej połowie XVIII wieku w górnej części wsi powstało wolne sołectwo. W roku 1882 wieś została dotknięta katastrofalną ulewą i gradobiciem, w wyniku których zostały całkowicie zniszczone cztery gospodarstwa i młyn, kilkanaście innych zostało uszkodzonych, także zginęły trzy osoby. W usuwaniu zniszczeń brało udział ponad tysiąc mieszkańców okolicznych miejscowości. W 1890 w Zalesiu był młyn wodny i gorzelnia, poza tym mieszkało tu 306 osób w 50 domach. Pod koniec XIX wieku zaczął się proces wyludniania wsi. Po 1945 roku Zalesie zostało zasiedlone dość licznie, ale niedostatek gruntów uprawnych spowodował odpływ ludności w kolejnych latach. W roku 1970 było tu 17 gospodarstw rolnych. Obecnie we wsi znajduje się 16 domów i liczy ona około 40 mieszkańców.
W latach 1975–1998 miejscowość należała administracyjnie do województwa wałbrzyskiego.

## Zabytki
Do wojewódzkiego rejestru zabytków wpisany jest obiekt:
- kościół św. Anny, zbudowany prawdopodobnie w 1717, konsekrowany rok później, przebudowany w XIX wieku[6]. Cały dach i sygnaturka pokryte są gontem[6]. Ołtarz, przedstawiający św. Annę uczącą czytać swą córkę Marię, pochodzi z 1720 roku[6]. Strop podzielony na 56 kasetonów, przedstawiających sceny ze Starego i Nowego Testamentu[6]. Kościół należy do parafii św. Michała Archanioła w Bystrzycy Kłodzkiej.

## Szlaki turystyczne
Przez Zalesie przechodzi szlak turystyczny:
- droga Szklary-Samborowice – Jagielno – Przeworno – Gromnik – Biały Kościół – Żelowice – Ostra Góra – Niemcza – Gilów – Piława Dolna – Góra Parkowa – Bielawa – Kalenica – Nowa Ruda – Sarny – Tłumaczów – Radków – Skalne Wrota – Pasterka – Karłów – Lisia Przełęcz – Białe Skały – Skalne Grzyby – Batorówek – Batorów – Skała Józefa – Duszniki-Zdrój – Schronisko PTTK „Pod Muflonem” – Szczytna – Zamek Leśna – Polanica-Zdrój – Przełęcz Sokołowska – Łomnicka Równia – Huta – Zalesie – Stara Bystrzyca – Bystrzyca Kłodzka – Pławnica – Szklary – Igliczna – Międzygórze – Jawor – Przełęcz Puchacza